# Гиљермо Риверос
Гиљермо Артуро Риверос Конејерос (Талкавано, 10. фебруар 1902 — 8. новембар 1959) био је чилеански међународни фудбалер који је играо као дефанзивац.
Представљао је чилеанску фудбалску репрезентацију на Светском првенству у фудбалу 1930.

## Биографија
Гиљермо Риверос почео је да игра за Белависту у родном Талкавану. Након губитка оца и мајке, посветио се фудбалу, прихвативши понуду клуба Ла Круз, где је формирао запамћени двојац са "грингом" Пориеом, који му је пренео своје искуство. Тада су желели да га одведу и на крају се придружио Аудак Италиану.
Након напуштања тима Риверос се вратио у Талкавано где је наставио да игра аматерски, паралелно је био радник у поморском и лучком транспорту, а такође је био тренер Депортиво де ла Генте.

## Национална селекција
Био је са чилеанским фудбалским тимом између 1928. и 1939. године, учествујући са селекцијом на Олимпијским играма у Амстердаму 1928. године, као стартер против Мексика и Холандије. Позван је на Светско првенство 1930. године, на том турниру је играо против Француске чинећи одбрамбени двојац са Ернестом Чапаром, наредне утакмице није играо јер се Виктор Моралес опоравио од повреде.